# Iserlohn
Iserlohn (in basso tedesco Iserlaun) è una città di 91 873 abitanti della Renania Settentrionale-Vestfalia, in Germania.
Appartiene al circondario della Marca (targa MK).
Iserlohn si fregia del titolo di "Grande città di circondario" (Große kreisangehörige Stadt).

## Geografia
La città di Iserlohn si trova all'estremità nord della Sauerland, nei pressi del fiume Ruhr, nella Germania centro-occidentale.

## Storia

### Le origini

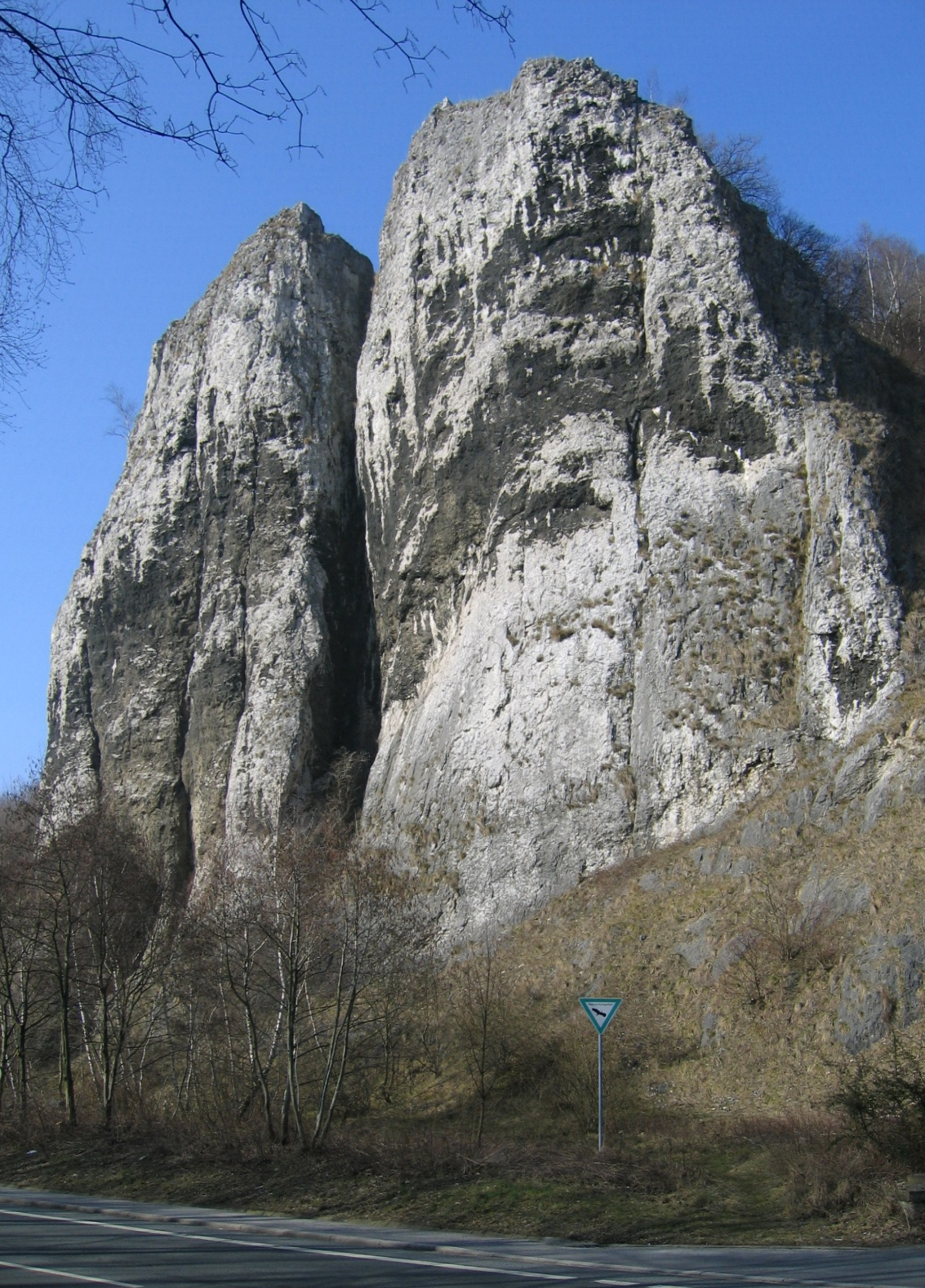
Il Pater ed il Nonne, due monti attorno a Iserlohn

Le prime tracce di insediamenti umani nell'area risalgono al medio paleolitico (42.000 anni fa), con ritrovamenti di ossa umane e punti per soggiorni temporanei di tribù nomadi. Le numerose grotte presenti nel territorio di Iserlohn offrono da millenni protezione a persone ed animali. Dal neolitico (dal 4500 a.C.) l'area di Iserlohn fu abitata stabilmente. Oltre ai siti citati, a questa epoca risalgono anche i reperti ritrovati a Dröschede, Sümmern, Hennen e sull'Honsel, sullo Schälk e sullo Stübbeken. Tra questi reperti figurano attrezzi per l'agricoltura, asce in quarzite, pugnali di selce, armi e coppe di bronzo risalenti all'età del bronzo. Sono stati ritrovati anche alcuni reperti di oreficeria del primo periodo post-cristiano (V-VII secolo).
Tracce di insediamenti nella Lägertal indicano un insediamento permanente nel centro della città dal VI secolo d.C. L'edificio più antico della città, la Pankratiuskirche, venne costruita alla fine del X secolo e probabilmente consacrata nell'985. La prima menzione documentaria dell'insediamento risale ad un documento conservato nel monastero di Liesborn nel 1059. Nel 1124 un insediamento chiamato Yslo è menzionato in un registro pontificio dei possedimenti della chiesa locale. La prima inequivocabile menzione documentaria di Iserlohn risale al 1150 col nome di "Lon", termine che deriva dal tedesco medio-basso lô che significa per l'appunto "foresta", combinato col termine îse(r)n = ferro, ad indicare la presenza di ricchi giacimenti di minerali ferrosi della zona. Il nome della città può quindi essere tradotto come "foresta di ferro".
A cavallo dell'anno mille, l'area di Iserlohn si trovava nella sfera d'influenza dell'arcidiocesi di Colonia la quale  deteneva il possesso di molti feudi nel Sauerland al fine di cristianizzare la popolazione locale. Tra i feudatari della zona vi erano i conti di Werl, i quali nell'XI secolo persero delle terre a favore dei più potenti duchi di Berg. Nel 1160/1161 i conti di Altena si divisero coi duchi di Berg le aree delle contee di Mark e Limburgo, confini vicino ai quali per l'appunto sorgeva la città di Iserlohn. Poiché il ducato di Vestfalia era impegnato nel convertire Menden in una fortezza, i conti di Brandeburgo si sforzarono di costruire pesanti fortificazioni di confine in quest'area, tali da poter resistere anche agli assalti da parte delle contee di Arnsberg e Limburgo. La prima cinta muraria venne eretta nel XIII secolo.
Dal 1214 Iserlohn fu sede dell'omonimo decanato. I diritti di città furono probabilmente concessi sotto Adolfo I nel 1237, il quale coniò anche le prime monete intorno al 1240. La conferma dei diritti di città da parte di Engelberto I è documentata nel 1278.

### La crescita della metropoli industriale (XIII-XIX secolo)
La fortificazione locale sorgeva in quello che oggi è il centro cittadino di Iserlohn. Attorno ad esso e nella partre settentrionale ed orientale delle mura (compresa la porta a nord), vennero costruite nuove mura che andarono a quadruplicare l'area fortificata della città. Ancora oggi si possono trovare resti di queste mura nella Marienkirche. La città disponeva in tutto di quattro porte.
Dal XIII secolo i conti continuarono ad ampliare la città. Documenti del 1309 parlano di un borgo fortificato con un proprio giudice e podestà, e nel 1326 si parla per la prima volta di un consiglio comunale. Iserlohn era una delle sei città più importanti della contea di Mark, insieme alla capitale di Hamm ed a Kamen, Lünen, Unna e Schwerte. I conti de la Mark rimasero sovrani sino al 1609, anche durante l'unione personale col ducato di Kleve.
Dopo la guerra di successione di Jülich-Kleve (1609–1614), la contea di Mark venne rilevata dall'Elettorato di Brandeburgo, passando poi al regno di Prussia dal 1701.
Lo sviluppo di Iserlohn avvenne rapidamente a partire dal tardo medioevo e grazie alla lavorazione dei metalli, in particolare di minerali di ferro che venivano estratti dalle montagne circostanti.. La legna per le fornaci veniva fornita dalle foreste circostanti. A partire dal XIV secolo, nella Grüner Tal e sul Baarbach, vennero costruiti i primi magli per il ferro azionati ad acqua. Tra XV e XIX secolo si estrasse e lavorò anche la calamina.
Come nella maggior parte delle città del Medioevo e della prima età moderna, a Iserlohn divamparono numerosi incendi, dai quali la città si riprese molto lentamente: nel 1448, 1510, 1530, 1616, 1635, 1665, 1677, 1685 e nel 1712. Oltre allo sviluppo di una fitta rete di case a graticcio, la principale causa di scoppio degli incendi fu proprio la presenza di aziende per la lavorazione dei metalli e la presenza di fucine con fuochi aperti. Le attività commerciali si spostarono gradualmente nell'area circostante e nel centro cittadino si stabilirono sempre più mercanti, artigiani e piccole imprese.

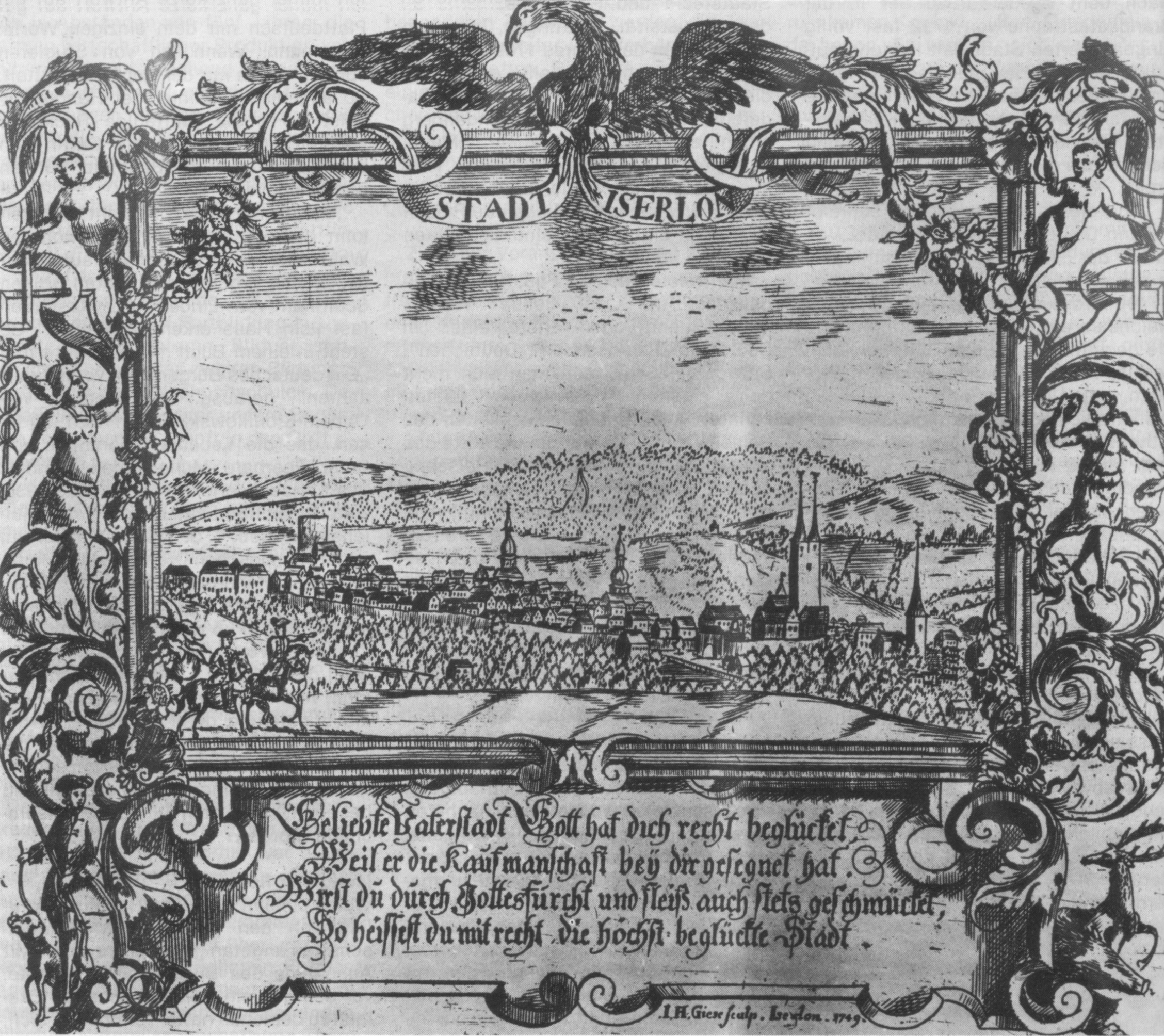
Veduta della città di Iserlohn in una stampa del XVIII secolo

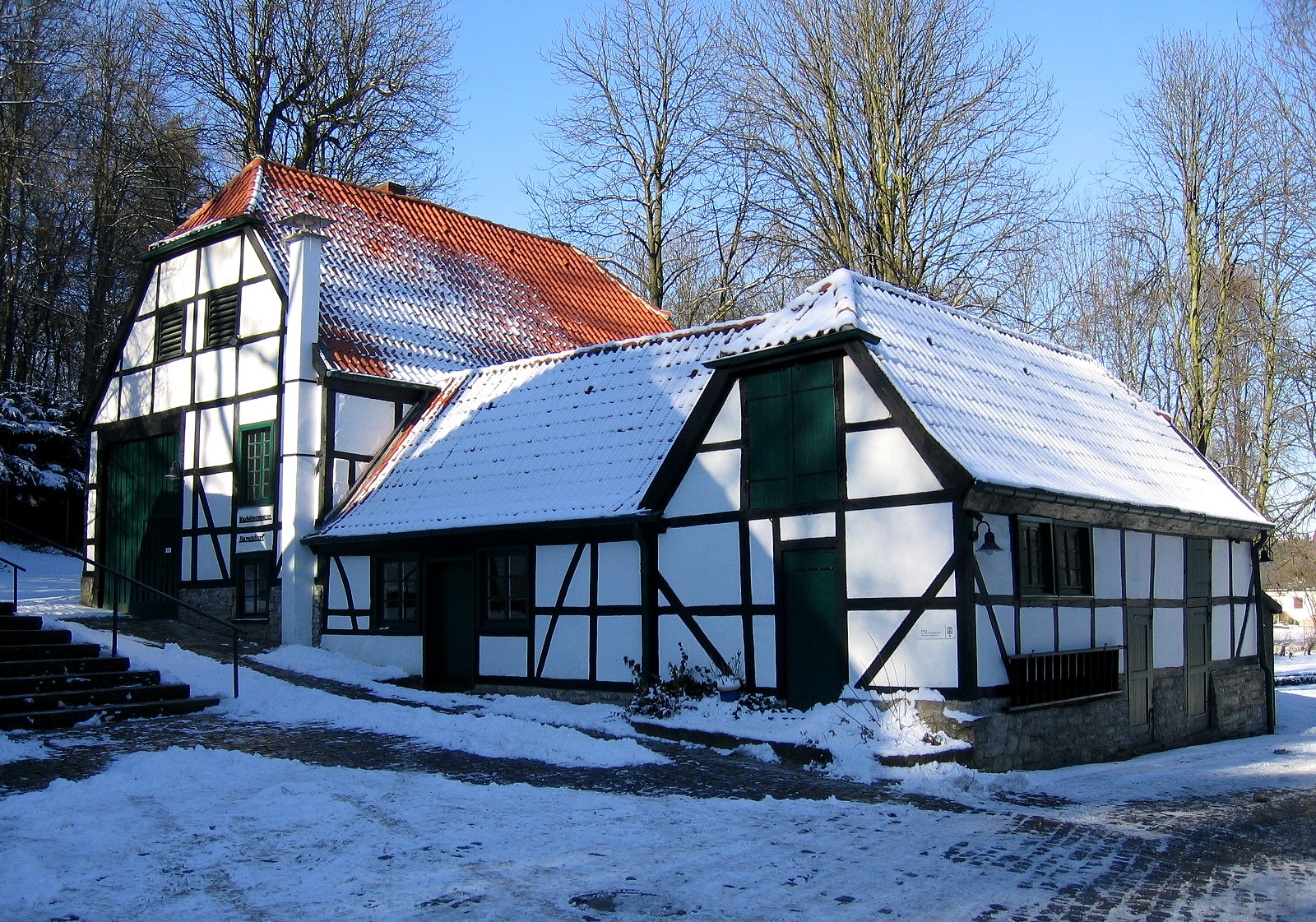
Il museo dell'ago di Iserlohn

Dal XVIII secolo, Iserlohn divenne una delle più importanti città industriali della Prussia. A partire dal 1690 in loco era stata aperta la prima industria per la produzione di aghi del regno, oltre che per la lavorazione di manufatti in bronzo come scatole per il tabacco tipiche.
Intorno al 1800, l'area di Iserlohn con le sue industrie, insieme alla vicina regione intorno circostante le località di Altena e Lüdenscheid, formava una delle aree industriali più grandi del mondo. Fino al XIX secolo, Iserlohn era la più grande città industriale della Vestfalia e una delle più ricche città commerciali della Prussia. Nel medioevo la produzione di armature era di grande importanza, come testimonia una maglia oggi conservata al museo della Torre di Londra e realizzata proprio ad Iserlohn.
L'economia locale venne influenzata negativamente dalle numerose guerre intraprese dalla Prussia tra Settecento e Ottocento, le quali crearono un temporaneo ma sostanziale calo delle esportazioni. L'occupazione francese dell'inizio del XIX secolo, poi, unitamente al blocco continentale, bloccarono continuamente la crescita economica ed urbana. Dal 1808 al 1813 Iserlohn passò al dipartimento della Ruhr nel Granducato di Berg, periodo dopo il quale tornò sotto la Prussia, nella provincia della Vestfalia, nel distretto amministrativo di Arnsberg. Nel 1817 Iserlohn divenne sede di distretto a cui fece seguito un periodo di splendore che durò i successivi vent'anni.
Il boom economico portò però con sé anche i primi problemi sociali: essendo una delle prime comunità industrializzate d'Europa, Iserlohn divenne in breve tempo uno dei luoghi centrali del primo movimento operaio in Germania. Uno dei primi scioperi nell'industria metallurgica ebbe luogo in città già nel 1840. Dopo il fallimento della rivoluzione del 1848/49, aumentarono le proteste della popolazione, e così nel maggio 1849 i ribelli locali venero tenuti sotto controllo dal landwehr.
A partire dalla metà del XIX secolo, l'industria dei metalli cadde in un periodo di ristagno a causa del fatto che le acciaierie di Iserlohn erano divenute fortemente dipendenti dall'energia idroelettrica, ed i corsi d'acqua nella zona della città non riuscivano a raccogliere acqua sufficiente a soddisfare un numero sempre crescente di aziende, così che diverse società migrarono nell'area della Lenne o della Ruhr dove tra l'altro si stavano sviluppando anche tecnologie più all'avanguardia. Inoltre, le principali linee ferroviarie dell'area (ad esempio quella di Ruhr-Sieg) non passavano direttamente attraverso Iserlohn, ma furono costruite solo delle diramazioni periferiche attorno alla città. Nel 1860 venne aperta la stazione di Letmathe, sulla linea principale Hagen–Siegen, mentre sulla ferrovia Letmathe–Fröndenberg e sulla ferrovia di Ardey (Iserlohn–Dortmund) vennero aggiunte stazioni rispettivamente nel 1864 e nel 1910. Nonostante i problemi economici, molte aziende di medie dimensioni dell'industria metallurgica decisero di rimanere a Iserlohn.

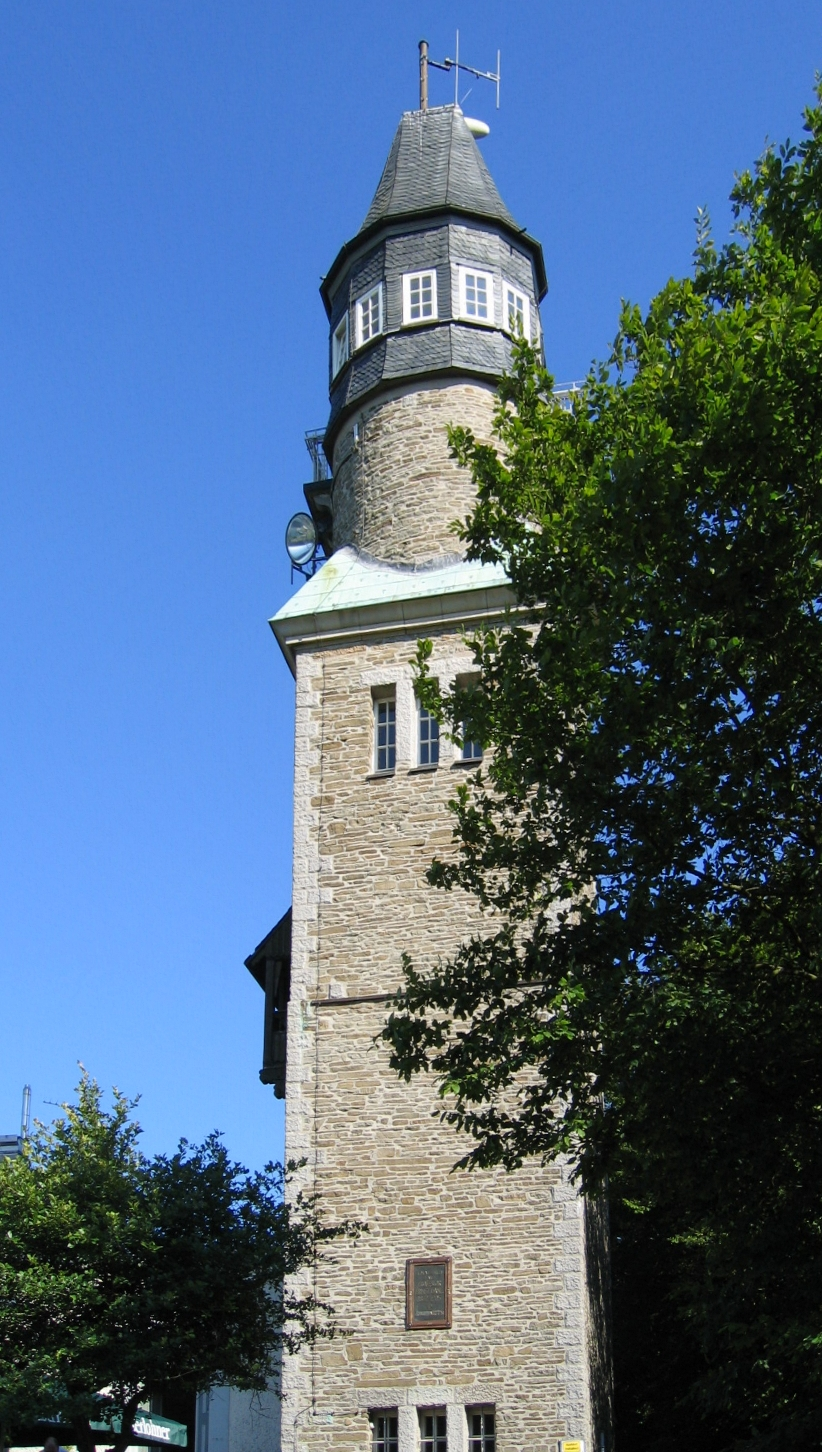
La Danzturm

Negli anni '30 dell'Ottocento venne costruita la linea telegrafica ottica Berlino-Coblenza, la quale toccava anche il Sauerland; nel 1833 venne costruita una stazione della linea telegrafica sul Fröndenberg a Iserlohn. Nel 1909 accanto all'edificio della stazione venne costruita la Danzturm, l'attuale punto di riferimento della città.
Durante l'ampliamento della linea ferroviaria da Iserlohn a Letmathe, nel 1868 fu scoperta la grotta Dechen, che è ancora uno dei luoghi più importanti a livello turistico dell'area.

### Il Novecento
La crescita demografica conseguenza dell'industrializzazione si andò a riflettere nella rapida espansione dell'area urbana edificata. Intorno alla città vennero create nuove aree residenziali, ad esempio nelle aree di Bömberg e Läger, anch'esse sovvenzionate con fondi pubblici. Negli anni '30 vi furono estensioni a Wermingsen e nell'ovest della città. Questo sviluppo fu accompagnato dalla libertà di formare un distretto dal 1907, quando la città fu separata dal distretto di Iserlohn, ma rimase la sede del distretto sino al 1974.
Negli anni '30 del Novecento, il partito nazista si rafforzò anche a Iserlohn. Nelle elezioni locali del 1929 fecero ottenere il 2,4% ai nazisti, passati già al 40,4% nel 1933. Il 27 aprile 1933, il sindaco Richard Gertenbach venne posto "in congedo" senza fornire alcuna motivazione e l'attività di amministrazione della città venne continuata ad interim dal segretario generale Walter Riedel, grazie all'influente politico locale Willy Kölker.
Dopo un tentativo di omicidio del leader nazionalsocialista Hans Bernsau davanti alla stazione ferroviaria il 16 gennaio 1933, si aprì una campagna di odio contro i comunisti che portò alla condanna a morte di un abitante di Iserlohn nel settembre di quello stesso anno. Durante i pogrom contro gli ebrei nel 1938, la sinagoga di Mendener Strasse e numerosi negozi ebraici vennero distrutti.
Dal 1934, col riarmo della Wehrmacht, iniziò la costruzione di tre caserme in città.

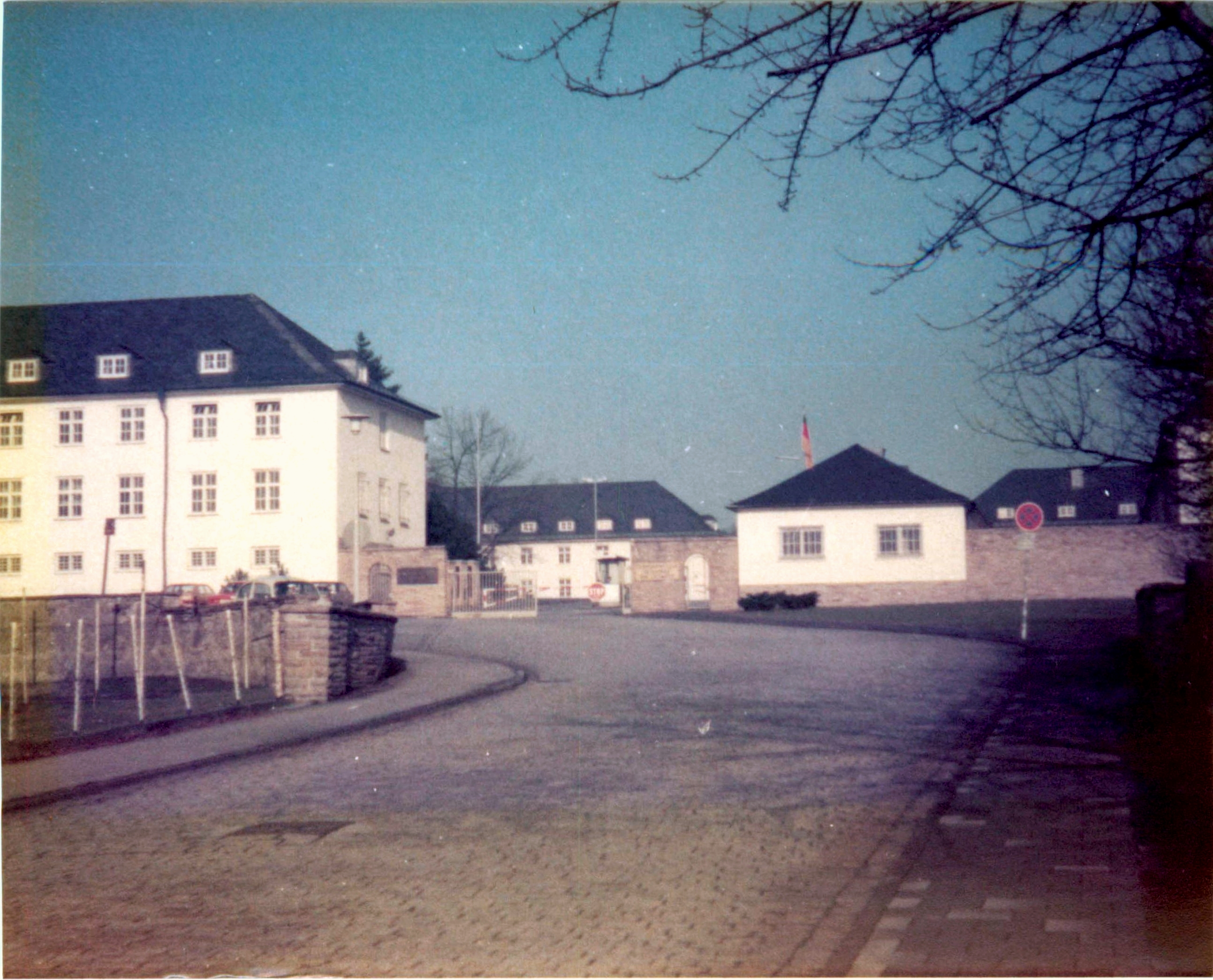
Una delle caserme della città nel 1977

Durante la seconda guerra mondiale, la città fu in gran parte risparmiata dalla distruzione. Nel febbraio del 1945 e per i pochi mesi successivi prima della conclusione della seconda guerra mondiale, a Iserlohn vennero dislocati circa 100.000 prigionieri che si trovavano nei campi di lavoro in Germania (in particolare provenienti dal campo di lavoro di Rochlitz), dei quali 1800 erano di nazionalità italiana. Nell'aprile 1945, le restanti truppe della Wehrmacht dell'area, si ritirarono dalla sacca della Ruhr verso Iserlohn. La sera del 13 aprile iniziò un grande bombardamento da parte delle truppe americane, durato quasi tre giorni ma con pochi danni alla città in sé. Tra le testimonianze di questo periodo c'è il rifugio antiaereo ancora oggi visibile nel centro storico, il quale offrì rifugio a 2000 persone in cerca di protezione in quei disperati momenti. Il comandante della Wehrmacht locale, Albert Ernst, accondiscese alla resa agli americani e capitolò a mezzogiorno del 16 aprile 1945.
Già negli anni '50 la città riprese a crescere rapidamente con la costruzione di nuove aree industriali e residenziali o l'ampliamento di quelle già esistenti.
L'aviazione britannica che occupava l'area, istituì delle caserme e una scuola di servizi alle truppe dell'aviazione che andò ad affiancarsi ad un ospedale militare (attuale casa di riposo locale).

## Società

### Evoluzione demografica
Abitanti censiti

## Educazione
Iserlohn dispone di 15 scuole primarie e 13 scuole secondarie (4 ginnasi, 1 Gesamtschule, 3 Realschulen, 5 Hauptschulen).
In città dispongono di proprie sedi anche due università di scienze applicate, tra cui la Fachhochschule Südwestfalen che è la principale dell'area ad offrire corsi di informatica e di ingegneria. La Business and Information Technology School (BiTS) è un istituto privato parificato che ha sede in città.

## Amministrazione

### Gemellaggi
- Almelo, dal 1954
- Bienne, dal 1959
- Hall in Tirol, dal 1967
- Wrexham, dal 1970
- Auchel, dal 1975
- Laventie, dal 1975
- Nyíregyháza, dal 1989
- Novočerkassk, dal 1990
- Glauchau, dal 1991
- Chorzów, dal 2004